# Sant Feliuet de Vilamilans
Sant Feliuet de Vilamilans és un petit temple, exemple d'art preromànic, la data del qual es desconeix, tot i que els primers documents que parlen d'aquesta església daten de finals del segle x.
Es tracta d'una ermita d'una sola nau, amb planta de creu llatina i tres absis, la qual ha viscut diverses modificacions i reformes al llarg del temps. L'interior acull una ara paleocristiana de marbre amb inscripcions en llatí que permeten datar-ne la construcció entre els segles iv i v. Van ser descobertes durant la restauració de 1949 quan  es va baixar el nivell del sòl. És de propietat particular. Fins a 1428 va ser una parròquia que depenia del Monestir de Sant Cugat. El nom de Vilamilans semblaria derivar d'un Villa Aemilianus, però Josep Moran ho posa en dubte en el seu llibre Estudis d'onomàstica catalana.

## Situació i accessos
Forma part del municipi de Sant Quirze del Vallès, en un entorn natural ja molt proper a Rubí, de fàcil accés per un desviament de la carretera C-1413a (en sentit Rubí). També s'hi pot anar a peu, tot passejant per un sender que travessa la serra de Galliners.